# Threefoot Building
El Threefoot Building (a veces denominado simplemente " The Threefoot ") es un edificio de oficinas histórico ubicado en el centro de Meridian, Misisipi (Estados Unidos). Lleva el nombre de la familia Threefoot que era propietaria y operaba un negocio en el centro de Meridian a finales del siglo XIX y principios del siglo XX. Diseñado por Claude H. Lindsley y terminado en 1929 en estilo art déco, el edificio de 16 pisos sigue siendo el más alto de la ciudad. Se agregó al Registro Nacional de Lugares Históricos el 18 de diciembre de 1979, bajo la Presentación de propiedades múltiples de Meridian de edificios que contribuyen a la naturaleza histórica del centro de la ciudad. En 2008 fue reconocido por el estado como un hito de Misisipi.
A pesar de la finalización del edificio casi inmediatamente antes del inicio de la Gran Depresión, lo que llevó a la quiebra de la familia Threefoot, el edificio fue ocupado por muchos inquilinos diferentes hasta la década de 1990, momento en el que el desarrollo suburbano había sacado a la mayoría de ellos a su favor. de lugares periféricos. Con la esperanza de atraer nuevos inquilinos al edificio y al resto del centro de la ciudad, en 2002 la ciudad inició el Festival anual de las artes Threefoot, que recibió el nombre del edificio. Después de atraer cierto interés a mediados de la década de 2000, los planes de remodelación de la ciudad fracasaron con los cambios en la administración de la ciudad en 2009, lo que resultó en que el National Trust for Historic Preservation incluyera el edificio en 2010 en su grupo anual de "Lugares más amenazados de Estados Unidos". En 2015, luego de extensos esfuerzos por parte de una nueva administración, se llegó a un acuerdo en el que el edificio se vendió a un desarrollador privado y se proyecta convertirlo en un Courtyard by Marriott para fines del año 2020.

## Historia
La estructura de ladrillos de 16 pisos fue desarrollada y nombrada por la familia Threefoot, inmigrantes judíos alemanes que llegaron a mediados del siglo XIX y cambiaron su nombre de Dreyfuss ("tres pies" en alemán) para unirse a su nuevo hogar estadounidense. Abraham Threefoot comenzó a hacerse un nombre para la familia a fines de la década de 1860. Era dueño de una tienda de comestibles en 25th Avenue a mediados de 1870. Pudo haber sido su tienda de comestibles que estaba ubicada en la esquina de la calle 4 y la avenida 25 en la planta baja de lo que se conocía como Grand Opera House. La tienda de comestibles se mudó al menos una vez a una ubicación diferente en la misma calle en 1884, pero las fuentes no están claras si tenía tres sitios o dos. La tienda de comestibles pasó a manos de los hijos de Abraham: H. Marshall, Kutcher y Lewis, conocidos colectivamente como los "Threefoot Brothers", después de su muerte.
En 1910, las ventas de Threefoot and Sons superaban los 100 000 dólares al año. Cuando se estaba construyendo el edificio de la YMCA, los constructores tuvieron problemas financieros, pero los Threefoot Brothers donaron 35 000 dólares  al proyecto, lo que permitió que la construcción continuara. Justo antes del comienzo de la Gran Depresión, la compañía construyó el Threefoot Building en el centro de Meridian en 22nd Avenue, junto a los grandes almacenes Marks-Rothenberg y la Grand Opera House. Era el edificio más alto de la ciudad y admirado como símbolo del crecimiento de la ciudad. El edificio de oficinas se terminó en 1929, poco antes de la caída de la bolsa. Una combinación de finanzas inestables y el inicio de la Gran Depresión hizo que el negocio de la familia dejara de funcionar.
El Threefoot Building funcionó como un edificio de oficinas bajo diferentes dueños durante varias décadas. Los cambios demográficos siguieron al desarrollo suburbano, estimulado por la construcción de carreteras. Después de que se construyó el primer centro comercial suburbano de Meridian en la década de 1970, el desarrollo continuo fuera de la ciudad atrajo a los inquilinos y otros negocios. En la década de 1990, el Threefoot Building se había abandonado en su mayoría.

## Galería

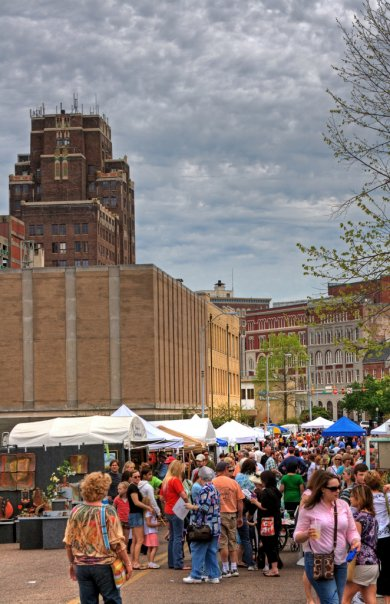
Festival del Threefoot Building en 2009
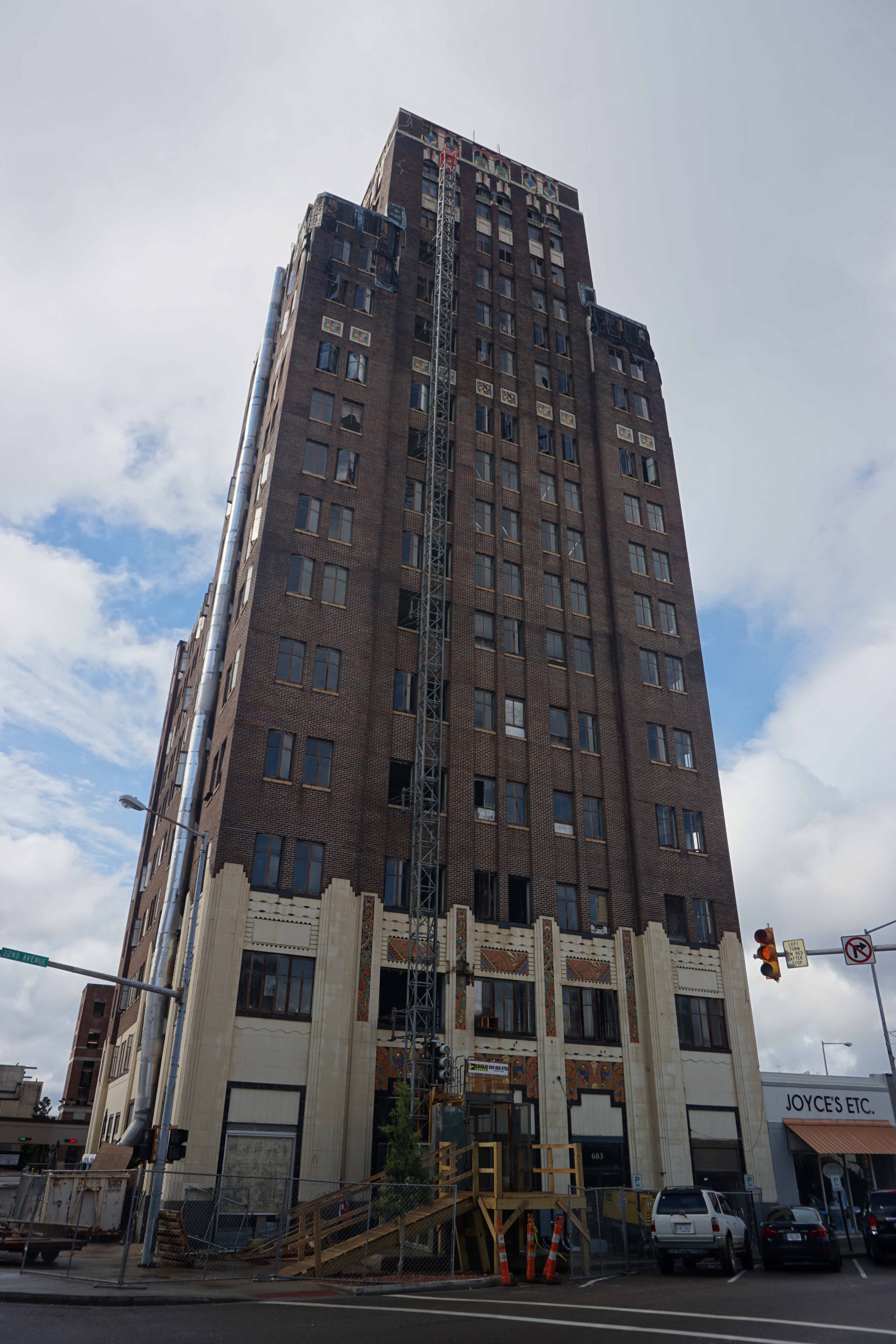
Threefoot Building en 2018